# 쟈히님은 기죽지 않아!
《쟈히님은 기죽지 않아!》(일본어: ジャヒー様はくじけない!)는 콘부 와카메가 원작한 일본의 만화 작품이다. 「월간 소년 간간」에서 2017년 4월호부터 연재 중이다. 단행본은 2021년 12월 기준으로 8권까지 나왔다. 대한민국에서는 2021년 10월 기준으로 7권까지 나왔다.

## 줄거리
마계 No.2의 실력자 자히는 마법소녀에 의해 마계가 붕괴되면서 인간세계로 전락하고 말았다. 예전의 화려한 생활과는 달리 가사와 아르바이트에 매달리는 궁핍한 생활을 해야 하는 그녀였지만 몰래 마석을 모아 마계 부흥을 시도한다.